# Große Wildnis

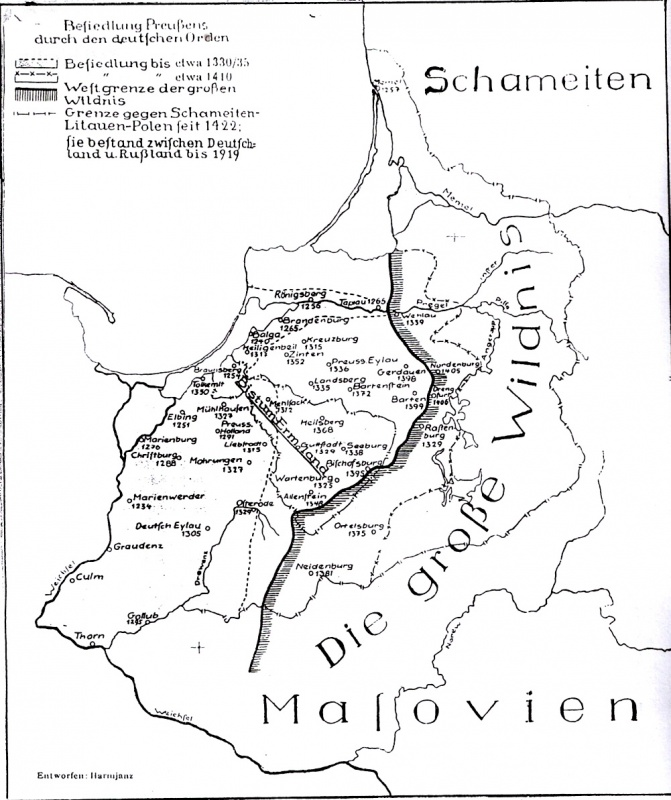
Ausdehnung des Gebiets der Großen Wildnis im 14. und frühen 15. Jahrhundert.

Die Große Wildnis, wie sie vom  Deutschen Orden offiziell bezeichnet wurde, war im Mittelalter eine unbesiedelte und unwegsame Landschaft im nördlichen Ostmitteleuropa. Später wurde sie ein Teil Masurens und Preußisch-Litauens. Die Rominter Heide, ein heute russisch-polnischer Teil des 60.000 km² großen Gebietes, ist zusammen mit dem Białowieża-Urwald einer der letzten Urwälder Europas.

## Geschichte

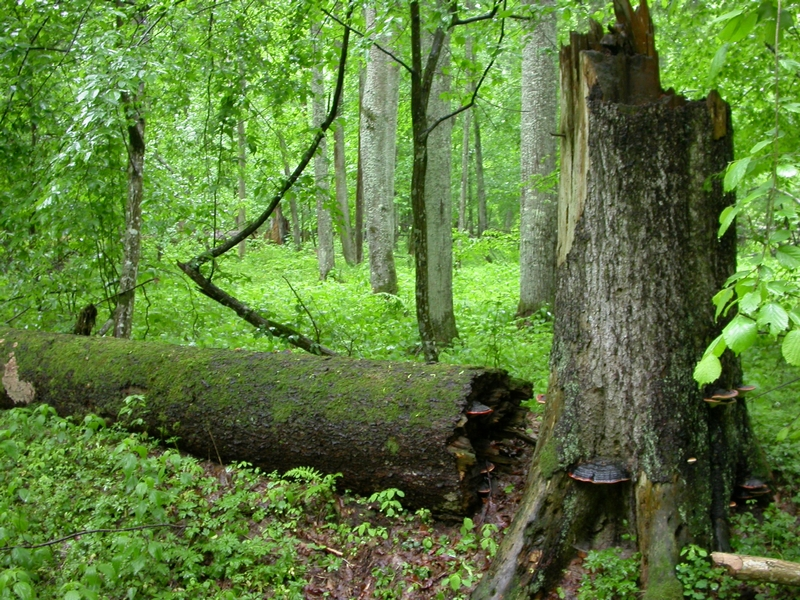
Der noch existierende Białowieża-Urwald dürfte der Großen Wildnis teilweise ähnlich gesehen haben.

Als der Deutsche Orden 1283 die letzten Prußen niedergeworfen hatte, entstand an der Süd- und Ostgrenze des Ordensgebietes ein menschenleeres Gebiet. Seine Wiederbesiedlung dauerte mehr als zwei Jahrhunderte. Sie begann mit dem Bau von Burgen: 1316 Gilgenburg, 1341 Lötzen, 1345 Johannisburg, 1349 Hohenstein, 1360 Ortelsburg und 1398 Lyck. Die ersten Dörfer im späteren Kreis Lyck wurden erst im 15. und 16. Jahrhundert gegründet. Vor der Reformation kamen die ersten Siedler aus dem benachbarten polnischen Masowien. Nach der Reformation, im Zuge der polnischen Gegenreformation, kamen sie als Glaubensflüchtlinge aus ganz Polen, vor allem aus der Gegend um Krakau. Der bekannteste von ihnen war Johannes Maletius.
Von Anfang an lebten auch Deutsche in dem Gebiet, nämlich die herzoglichen Beamten, Kaufleute und Handwerker. In der „Willkühr“ (heute: Hauptsatzung) von 1670 legte die Stadt Lyck fest, dass kein „Undeutscher“ in Rat oder Gericht der Stadt sitzen dürfe.
Viermal wurde das Land von der Pest heimgesucht, zuletzt in der Großen Pest von 1709 bis 1711.

## Fauna und Flora

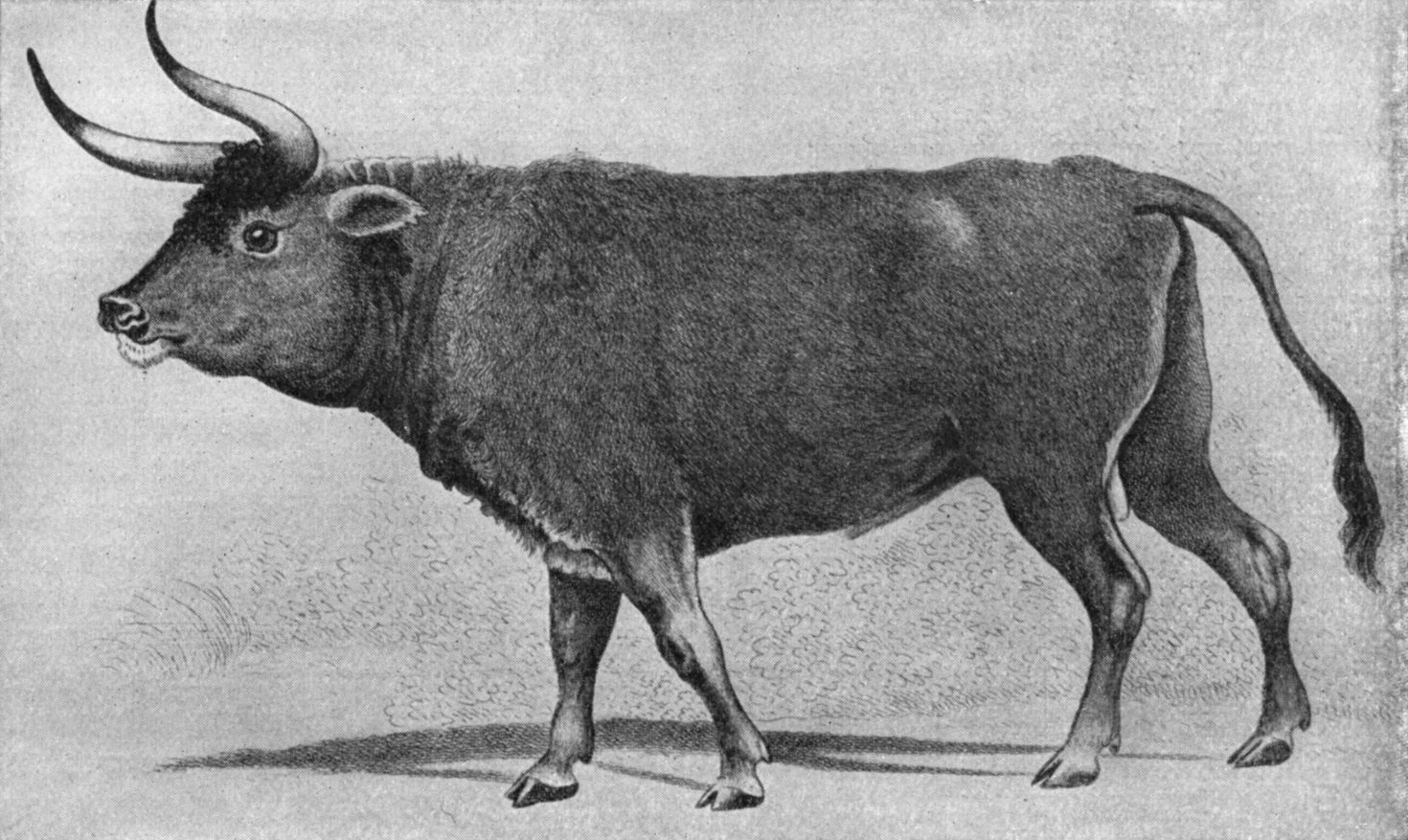
Der Auerochse und anderes Großwild fanden in der Großen Wildnis eines ihrer letzten Rückzugsgebiete.

Die Größe des Wildnisgebietes umfasste zwischen 50.000 und 60.000 Quadratkilometer. Aufgrund der klimatischen Situation kam es häufig zu strengen Wintern. Landschaftlich setzte sich die unwirtliche Große Wildnis aus ausgedehnten Wäldern, Sümpfen und Flüssen zusammen. Unter anderem waren Eichen, Waldkiefern und Heidekräuter oft zu finden. Zusätzlich gab es auch offene Flächen, auf denen Grasfresser weiden konnten.
Jagd war nur mit Genehmigung des Deutschen Ordens erlaubt, und die Abwesenheit von Besiedelung und Kultivierung erlaubten das Fortbestehen nahezu sämtlicher damals noch existierender europäischer Großwild-Arten. Rehe, Rothirsche, Wildschweine und Elche lebten in der Großen Wildnis. Auch war das Gebiet ein Refugium für die letzten Bestände andernorts bereits ausgerotteter europäischer Großsäuger, wie Auerochsen, Wisente und europäische Wildpferde. Zu den Raubtieren gehörte neben Wolf, Braunbär und Nordluchs auch der Vielfraß. Im Laufe der Zeit wurde die Wildnis immer stärker zurückgedrängt und Wilderei nahm zu. Auerochsen wurden das letzte Mal im Jahre 1521 erwähnt, das Wildpferd starb etwa zu Beginn des 17. Jahrhunderts aus. Der letzte Wisent in der Großen Wildnis wurde 1755 erschossen.
Sukzessive wurde die Wildnis zurückgedrängt und die Landschaft zusehends kultiviert, die größeren Wildtiere wurden dadurch ausgerottet.